# Le Nounou
Le Nounou est une série télévisée franco-belge réalisée par Thomas Sorriaux diffusée sur TF1 depuis le 26 février 2024. 

## Synopsis
Samir, un homme au grand cœur qui, après une série de galères professionnelles, devient nounou d'une famille qu'il ne connaît pas encore. Malgré ses méthodes peu conventionnelles, il va rapidement se rendre indispensable, apportant joie et chaos à parts égales dans la maison. Peu à peu, Samir tisse des liens avec les enfants dont il s'occupe, bouleversant le quotidien de leurs parents et leur entourage. 

## Distribution principale
- Booder : Samir
- Issa Doumbia : Abdoulaye
- Julie Dray : Sandra
- Ahmed Sparrow : Ahmed

## Production

### Tournage
Le tournage du pilote a lieu en juillet 2023 en région parisienne. 

### Fiche technique
- Titre français : Le Nounou
- Genre : Comédie
- Production : Nora Melhli et Arthur
- Réalisation : Thomas Sorriaux
- Scénario : Thomas Sorriaux, Jeanine Courtois et Clélia Constantine avec la collaboration de Booder D'après une idée originale de Booder et Jeanine Courtois
- Musique : Alexandre Azaria
- Décors : Isabelle Delbecq
- Costumes : Virginie Alba
- Photographie : Laurent Dhainaut
- Montage : Christine Lucas Navarro
- Sociétés de production : Alef One, TF1, RTL tvi et Be-FILMS[2]
- Pays :  France /  Belgique
- Durée : 90 minutes
- Dates de première diffusion : 26 février 2024 sur TF1[3]

## Épisodes

### Épisode 1:Le nounou
À 40 ans, Samir est un éternel ado qui habite encore avec sa mère Malika dans sa cité du 93. Sans emploi, il passe le plus clair de son temps à s'occuper de son équipe junior de football de son quartier. Mais lorsque Malika est hospitalisée pendant plusieurs jours, la vie de Samir se voit basculée. Sa mère lui demande de la remplacer dans son job de nounou chez les Berthier, une famille vivant en banlieue pour qui Malika travaille depuis dix ans. Sur place, Samir découvre avec étonnement que les parents sont en fait deux homosexuels, ce que sa mère ne lui a jamais précisé. Après des débuts difficiles, Samir sympathise avec les deux enfants, Lucien et Luna, dont il va bouleverser les vies. 
- Florent Peyre : Dominique "Dom" Berthier
- Gérémy Crédeville : Rod Berthier
- Aïda Guechoud : Malika
- Kemil Tarras : Lucien
- Gabrielle Tiffanneau : Luna
- Ethan Davoine : Diego, le fils de Sandra
- Killian Paing : Suricate
- Stana Roumillac : le médecin
- Maud Givert : la professeure de violoncelle
- Léonard Signoret : Lucas
- Veronika Filipenko : Natalia

### Épisode 2:Le trait d'union
Samir aspire à devenir nounou. À l'aide d'un CV largement embelli, il postule dans une agence de garde d'enfants et se voit alors confier la délicate mission de s'occuper de l'explosive famille Delorme. Les parents, Sylvain et Claire, deux policiers aux personnalités que tout oppose, tentent tant bien que mal de gérer la cohabitation entre leurs enfants issus de précédentes unions, ce qui pèse sur leur relation. Samir se retrouve chez ce couple au bord du divorce, confronté à leurs préjugés sur ses origines et la banlieue où il vit, tout en redoutant que son faux CV soit découvert. Samir parviendra-t-il, grâce à sa créativité et sa ténacité, à rétablir l'harmonie et à transformer cette famille décomposée en une véritable tribu unie ? 
- Joséphine Draï : Claire Delorme
- Frédéric Diefenthal : Sylvain Delorme
- Emmy Fouassier : Louise
- Simon Rodzynek : Pierre
- Léo Pomero : Mattéo
- Alessyo et Thelyo Ferrere : Raphaël
- Christelle Reboul : Solange
- Judith Warner : nounou agence (Christine)
- Aurélia Bonta : nounou parc (Alexia)
- Jean-Louis Barcelona : père galerie marchande
- Aydan Hullmann : Ethan
- Benyoucef Amrani : Ghezzoul

### Épisode 3:Le mariage
Lors d'un mariage organisé dans le château d'une famille d'aristocrates, Samir doit s'occuper des enfants lors de la cérémonie. Les noces doivent unir Iris, fille aînée de la famille à qui appartient le somptueux château où se déroulent les festivités, et Vincent, ayant fait fortune dans les cryptomonnaies. Samir doit, entre autres, gérer Hyacinthe, la jeune sœur de la mariée, qui déteste Vincent et tente de saboter les festivités. Mais aussi la famille d'Iris peu habituée à voir dans son château un "Samir des Prés Fleuris". Et plus l'heure du sacrement approche, Samir soupçonne Vincent de cacher des choses à sa future épouse. Il devra se fier à son intuition sans faille et s'allier à Hyacinthe pour sauver la situation. 
- Ornella Fleury : Iris
- Lannick Gautry : Vincent
- Aïda Guechoud : Malika
- Patrick Braoudé : Édouard
- Clémence Bretécher : Lisa
- Julie Bargeton : Clotilde
- Hélène Arié : Mamie Roues-Libres
- Orphée Nyte : Yass
- Oliver Bodart : Louis
- Alexandre-Angelo Bettanini : Jo
- Ethan Chanelles : Euctance
- Valentin du Peuty : Père Clovis
- Tristan Jerram : Charles
- Alaïs Ange-Borotra : Marie-Odile
- Erwin Zirmi : Jean-Bertrand
- Mathilde Wambergue : Invitée
- Gladys Cohen : Tata Rachel

## Accueil

### Audiences et diffusion

#### En France
En France, la série est diffusée le lundi à 21 h 10 sur TF1 de façon événementielle depuis le 26 février 2024. 
| no | Titre            | Diffusion       | Téléspectateurs | Part de marché (sur les 4 ans et plus) | Part de marché (FRDA-50) | Classement | Réf.  |
| -- | ---------------- | --------------- | --------------- | -------------------------------------- | ------------------------ | ---------- | ----- |
| 1  | Le nounou        | 26 février 2024 | 5 450 000       | 26,2 %                                 | 35,7 %                   | 1er        | [ 4 ] |
| 1  | Le nounou        | 26 février 2024 | 5 310 000       | 31,1 %                                 | 40,8 %                   | 1er        | [ 4 ] |
| 2  | Le trait d'union | 17 février 2025 | 3 990 000       | 20,4 %                                 | 27,3 %                   | 1er        | [ 5 ] |
| 2  | Le trait d'union | 17 février 2025 | 3 500 000       | 21,9 %                                 | 28,9 %                   | 1er        | [ 5 ] |
| 3  | Le mariage       | 21 avril 2025   | 4 118 000       | 21,3 %                                 | 30 %                     | 1er        | [ 6 ] |
| 3  | Le mariage       | 21 avril 2025   | 3 620 000       | 23,1 %                                 | 30 %                     | 1er        | [ 6 ] |

Légende
- Les plus hauts chiffres d'audience
- Les plus bas chiffres d'audience